# روبن برنت مجموعه‌دار
روبن برَنتِ مجموعه‌دار (به انگلیسی: Ruben Brandt, Collector) پویانمایی جنایی-تعلیقی مجارستانی محصول ۲۰۱۸ و به کارگردانی میلوراد کرستیچ است این اولین اثر بلند این کارگردان متولد اسلوونی است، که پیش از این در جشنواره بین‌المللی فیلم برلین در سال ۱۹۹۵ برنده خرس نقره ای بهترین فیلم کوتاه شده بود.

## جوایز و ستایش‌ها
در سال ۲۰۱۸، این فیلم نامزد جایزه آنی در دو دستهٔ بهترین انیمیشن ویژه مستقل و تحریریه شده بود. روبن برَنتِ مجموعه‌دار جوایز جشنواره‌های زیر را دریافت کرد است:
- جشنواره بین‌المللی پویانمایی بخارست (Anim'est) (2018): بهترین فیلم بلند[۸]
- جشنواره فیلم اروپایی سویل (۲۰۱۸): جایزه بهترین فیلمنامه؛[۹] جایزه سینما هنر[۱۰]
- جشنواره فیلم تریسته (۲۰۱۹): جایزه Sky Arte[۱۱]
- Anima - جشنواره پویانمایی بروکسل (۲۰۱۹): جایزه BeTV برای بهترین پویانمایی بلند منتخب رسمی[۱۲]
- جشنواره جهانی پویانمایی زاگرب (۲۰۱۹): جایزه بزرگ، بهترین فیلم بلند[۱۳][۱۴]